# Pégées
Pour les articles ayant des titres homophones, voir Pégé et PG.
Cet article possède un paronyme, voir PEGE.

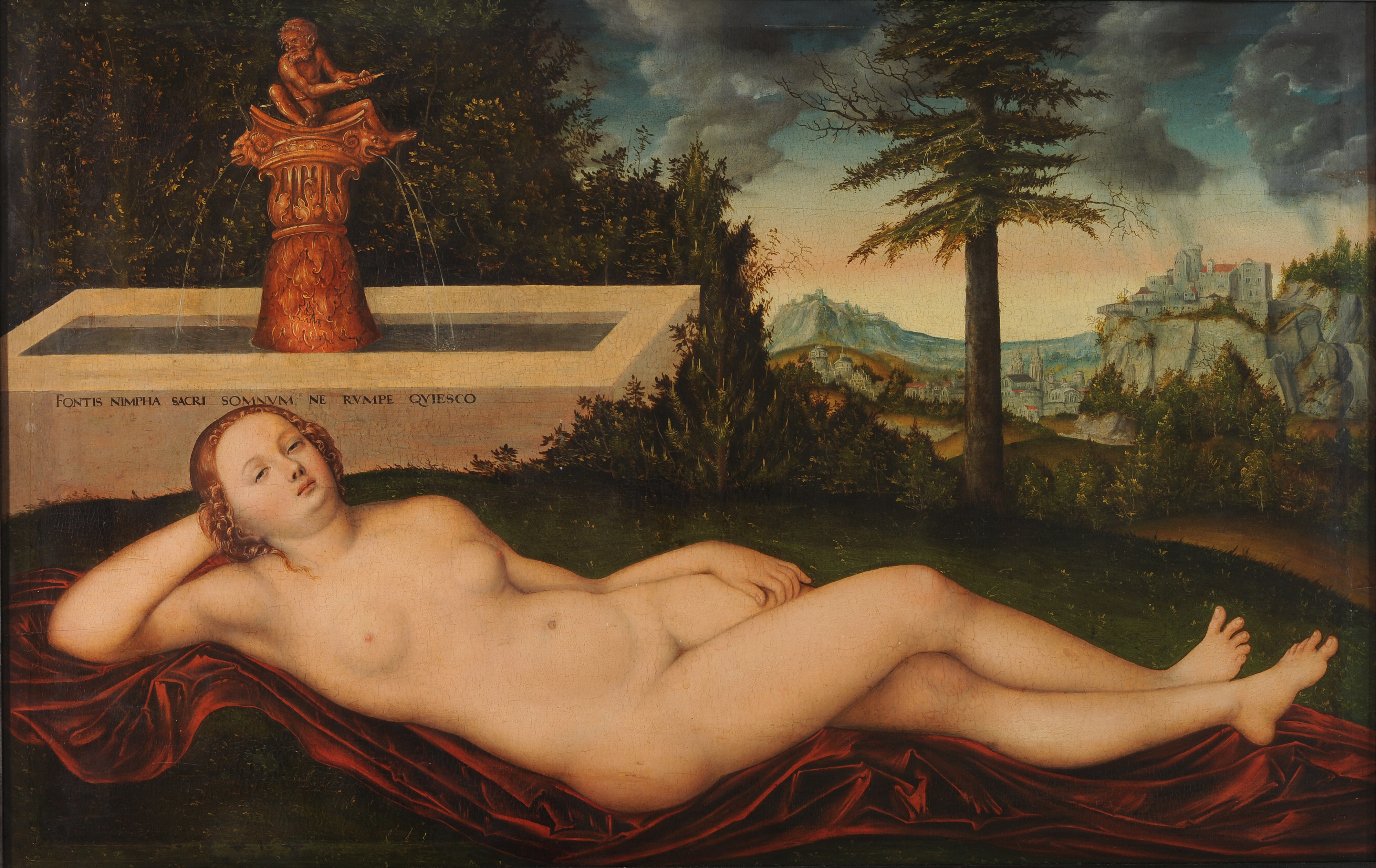
Une pégée peinte par Lucas Cranach l'Ancien

Dans la mythologie grecque et romaine, les pégées  sont les naïades qui peuplent les sources. Elles sont aussi souvent appelées Crénées quand elles protègent les fontaines.

## Étymologie
Leur nom vient du latin Pegae que le Dictionnaire illustré latin-français rapproche de la forme Pege qui est un emprunt au grec ancien πηγή / pēgḗ. Cette dernière forme signifie « la source », aussi bien celle d'un fleuve, que d'un autre liquide, ou encore la source au sens figuré, c'est-à-dire le lieu d'où l'on vient.

## Pégées célèbres
Parmi elles, on peut citer :
- Cassotis
- Albunée (mythologie romaine)
- Aganippe
- Appia (mythologie romaine)
- Castalie